# Радомско
Радомско (пољ. Radomsko) град је у Пољској у Војводству лођском. По подацима из 2012. године број становника у месту је био 47 947.

## Становништво
| 2012.  |
| ------ |
| 47 947 |

## Партнерски градови
- Мако, Линколн